# Massacre de la Marias
Guerres indiennes
Le massacre de la Marias, également connu sous le nom de massacre de Baker, est l'attaque d'un campement d'Amérindiens Pikunis pacifiques par des troupes de la United States Army le 23 janvier 1870 près de la rivière Marias dans le Territoire du Montana. Près de 200 Amérindiens furent tués, principalement des femmes, des enfants et des personnes âgées.